# Bahnprivatisierung

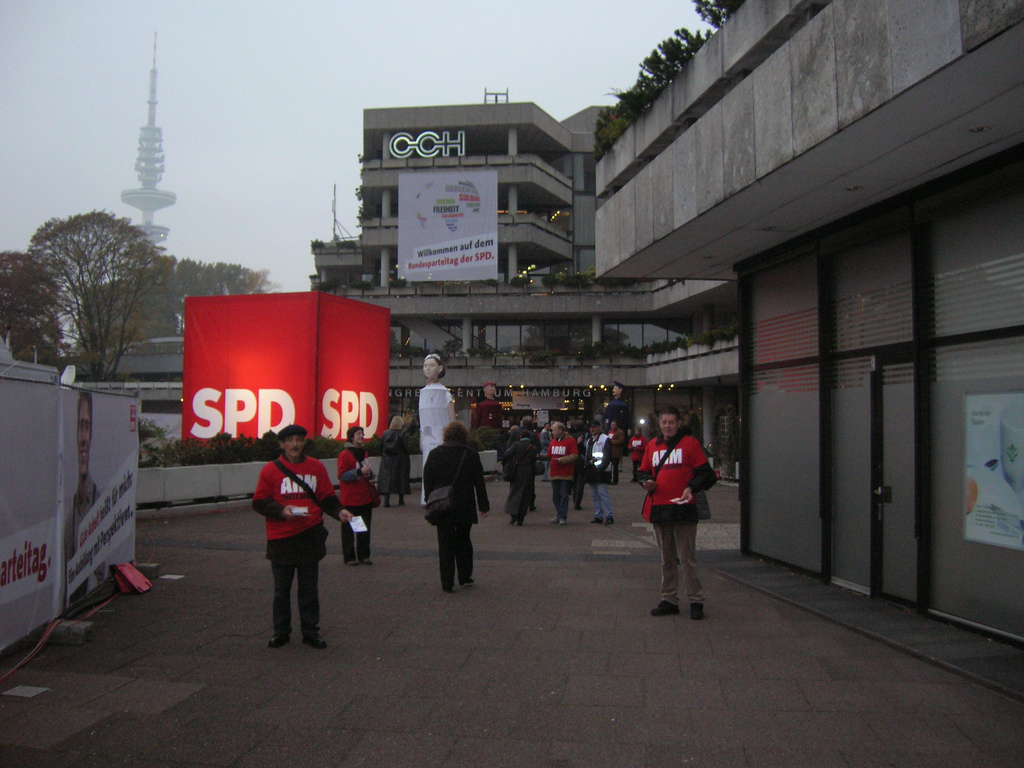
Protest gegen die teilweise Kapitalprivatisierung der Deutschen Bahn AG (Bundesparteitag der SPD in Hamburg 2007)

Eine Bahnprivatisierung ist ein Maßnahmenpaket zur Privatisierung eines Eisenbahnunternehmens.
Bahnprivatisierungen fanden in vielen Ländern statt. Vor dem Beschließen einer Bahnprivatisierung wird versucht, die Vorteile eines privatwirtschaftlich geführten Unternehmens abzuwägen gegen die Nachteile der Renditeerwartungen privater Investoren. Überzogene Ausschüttungen in Form von Dividenden entziehen dem Bahnunternehmen flüssiges Kapital und führen oft zu verringerten Investitionen.
Als erfolgreiche Privatisierung wird die Japan Railways beschrieben und als Negativbeispiel wird oft die Bahnprivatisierung in Großbritannien genannt. Die Bahnprivatisierung in Neuseeland wurde 2008 rückgängig gemacht. Die konkrete Ausgestaltung der Bahnprivatisierung war in den jeweiligen Staaten sehr unterschiedlich und reichte von der Kapitalprivatisierung eines integrierten Unternehmens (Neuseeland) bis hin zur beinahe vollständigen Auflösung der bestehenden Strukturen und kompletten Ersetzung durch einen Ausschreibungswettbewerb (Großbritannien).

## Nationales

### Deutschland

#### Gründung der Deutsche Bahn AG
Bedingt durch die Deutsche Wiedervereinigung gab es bis zum 31. Dezember 1993 mit der Deutschen Bundesbahn in den alten Bundesländern und der Deutschen Reichsbahn in den neuen Bundesländern zwei Staatsbahnen im Bundesbesitz. Mit der Bahnreform wurde das Eisenbahnwesen in Deutschland neu geordnet. Zum 1. Januar 1994 wurden die beiden Staatsbahnen zur weiterhin bundeseigenen, aber privatrechtlich organisierten Deutsche Bahn AG fusioniert. 1999 wurde die Deutsche Bahn AG in eine Holding umgewandelt, indem einzelne Tochteraktiengesellschaften für den Fernverkehr, Nahverkehr, Güterverkehr, das Eisenbahnnetz sowie die Personenbahnhöfe gegründet wurden. Ursprünglich war geplant, die Dachholding aufzulösen und die Tochtergesellschaften einzeln zu privatisieren.
Im Herbst 2004 kündigte der damalige DB-Aufsichtsratsvorsitzende Michael Frenzel an, den Zeitplan für den Börsengang des Unternehmens zu überdenken. Der bis dahin bis Mitte 2006 vorgesehene Börsengang als integrierter Konzern (Infrastruktur und Bahnbetrieb) wurde verschoben.
Im November 2008 sollte erneut eine Kapitalprivatisierung der Deutschen Bahn erfolgen, jedoch mit veränderter Konzeption: Nur das Tochterunternehmen DB Mobility Logistics AG mit den Personenverkehrs- und Logistiksparten solle an die Börse gehen, sodass die Infrastruktur vollständig in öffentlicher Hand verbliebe. Jedoch kam es wegen der Finanzkrise ab 2007 wieder nicht zur Umsetzung.
Gegen die Kapitalprivatisierung der Deutschen Bahn AG wenden sich vor allem Organisationen, die in dem Bündnis Bahn für Alle zusammengeschlossen sind. Der Dokumentarfilm Bahn unterm Hammer von 2007 stellt Beispiele für positive und negative Entwicklungen im Zuge von Bahnprivatisierungen dar.
In der Diskussion um eine Bahnprivatisierung werden verschiedene Argumente genannt. Verfechter einer Privatisierung erklären, dass mehr Wettbewerb zu Effizienzsteigerungen und damit zu besseren Leistungen für die Kunden führen würde. Die Entlastung der öffentlichen Haushalte sei ein weiterer Grund, die Bahn zu privatisieren. Außerdem könne man mit einer Privatisierung den hohen Kapitalbedarf der Deutschen Bahn AG decken und so notwendige Investitionen finanzieren. Kritiker argumentieren hingegen, dass es mit einer Privatisierung weniger politische Einwirkungs- und Kontrollmöglichkeiten gebe und Subventionen somit nicht mehr gesteuert werden könnten. Ein Rückgang des unprofitablen Regionalverkehrs wäre eine mögliche Folge. Das Verkehrsmittel Eisenbahn, bestehend aus Güter-, Personennah- und Personenfernverkehr, bedürfe eines hohen Koordinations- und Kooperationsbedarfs, der in einem intensiven Wettbewerb zwischen den Anbietern evtl. nicht gewährleistet werden könne, was folglich zu nicht abgestimmten Fahrplänen und Ineffizienzen führen würde.
Die Monopolkommission empfahl in einem Sondergutachten im September 2009, die Transportunternehmen der Deutschen Bahn möglichst bald zu privatisieren. So könnten faire Wettbewerbsbedingungen beim Zugriff auf die Infrastruktur für einen Qualitäts- und Preiswettbewerb bei der Bahn und zum Vorteil der Verbraucher geschaffen werden. Ob Marktliberalisierungen im Schienenverkehr wirklich Vorteile wie Kostenersparnisse und Produktivitätssteigerungen mit sich bringen, ist stark diskutiert und es gibt trotz vieler Untersuchungen keinen wissenschaftlichen Konsens, da die Ergebnisse stark vom jeweiligen Liberalisierungsmodell und den nationalen Rahmenbedingungen abhängen.

#### Regionalisierung des Schienenpersonennahverkehrs
Im Zuge der Bahnreform fand ab 1996 die Regionalisierung des Schienenpersonennahverkehrs durch das Regionalisierungsgesetz statt. Der Regionalverkehr wird seitdem durch die Aufgabenträger beauftragt (zumeist ausgeschrieben); die jahrelang geübte Praxis der Direktvergaben an DB Regio musste nach dem Abellio-Urteil des BGH im Jahr 2011 größtenteils zugunsten von Ausschreibungen aufgegeben werden.
Durch die Regionalisierung stieg der Marktanteil der nichtbundeseigenen Eisenbahnen am Nahverkehr in Deutschland bis 2023 auf 41,5 %. Je nach Quelle werden 87 bis 92 Prozent der Betriebsleistung im SPNV jedoch von Unternehmen erbracht, die im Mehrheitsbesitz von Nationalstaaten, Bundesländern oder Kommunen sind.

### Großbritannien
Mit dem von der Major-Regierung entworfenen Railways Act 1993 wurde beschlossen, das bisherige Staatsunternehmen British Rail aufzuspalten.

#### Struktur
Die Infrastruktur fiel an das 1996 an die Börse gebrachte Unternehmen Railtrack. Der Personenverkehr wurde im Gegensatz zu anderen Ländern nicht kapitalprivatisiert, sondern für den Fern- und Nahverkehr wurden rund 25 Franchises ausgeschrieben, um die sich Eisenbahnverkehrsunternehmen (Train Operating Companies, TOC) bewerben konnten. Um einen Übergang des Wagenmaterials bei Neuausschreibung der Franchises zu ermöglichen, wurden drei sogenannte Rollmaterialunternehmen (Rolling Stock Companies, ROSCO) gebildet, die an die EVU Rollmaterial vermieten. Weitere Geschäftsbereiche von British Rail, etwa BR Business Systems (heute Teil von Atos), wurden an Unternehmen aus dem privaten Sektor verkauft.
Nach einer Reihe von spektakulären Unfällen in den späten 1990er und frühen 2000er Jahren, die auf fehlende Zugsicherungssysteme (u. a. in Ladbroke Grove) und mangelhafte Wartung der Infrastruktur zurückzuführen waren (u. a. in Hatfield), stand das Unternehmen Railtrack vor der Insolvenz. Das Schienennetz wird daher seit 2002 durch das neu gegründete staatliche Unternehmen Network Rail betrieben. Das Sicherheitsniveau ist inzwischen vergleichbar mit den französischen und deutschen Eisenbahnen.
Die Franchises werden alle sieben bis zwanzig Jahre neu ausgeschrieben. Beim Wechsel des Franchises werden sämtliche Mitarbeiter außer leitende Angestellte übernommen (sogenannter Betriebsübergang/TUPE). Es bestehen ein einheitliches Buchungs- und Tarifsystem sowie ein gemeinsames Fahrplansystem (RJIS, Rail Journey Information System), die durch den Verband der Eisenbahnverkehrsunternehmen Rail Delivery Group verwaltet werden. Die Bahn in Großbritannien hat mittlerweile eine der jüngsten Wagenflotten in Europa. Viele Anbieter bieten Internetzugang an.

#### Folgen
Die Bahnprivatisierung in Großbritannien wird häufig als Negativbeispiel herangezogen. Im Vereinigten Königreich führte die Privatisierung der Eisenbahn zu Kostenüberschreitungen und schließlich zum Konkurs der Eisenbahninfrastrukturgesellschaft. 
So ging McNulty in seiner Studie von 2011 von einer 20- bis 30-prozentigen Kostenerhöhung aus. Jedoch gibt es auch Beobachter, die ein positives Urteil fällen und auf gestiegene Passagierzahlen und gesunkene Kosten verweisen sowie die Vorteile der Trennung von Netz und Betrieb in Bezug auf Wettbewerb und Fahrgastinformation hervorheben.

### Japan
Das defizitäre Staatsunternehmen Japanese National Railways (JNR) wurde im Jahr 1987 umstrukturiert und daraus die Japan Railways gebildet.
Die JR-Gruppe besteht aus sechs Regionalgesellschaften für den Personenverkehr und aus je einem Tochterunternehmen für Güterverkehr, Forschung und Entwicklung sowie Informationstechnologie. Drei der sechs Regionalgesellschaften (JR Central, JR East, JR West) vollzogen in den 1990er Jahren den Börsengang, die anderen Unternehmen befinden sich im Staatseigentum.
Ein einheitlicher Tarif sowie ein einheitliches Buchungssystem (MARS, Multi Access Reservation System) werden von der gesamten JR-Gruppe betrieben.